# Administrația Porturilor Maritime
Compania Națională Administrația Porturilor Maritime (CN APM) Constanța este o companie deținută de Statul Român, care are rolul de autoritate portuară pentru porturile maritime românești - Constanța, Midia și Mangalia și pentru portul turistic Tomis.
Ministerul Transporturilor deține 60% din acțiunile APM, în timp ce Fondul Proprietatea și Consiliul Local Constanța dețin fiecare câte o participație de 20% din companie.
În anul 2007, APM Constanța a înregistrat venituri totale de 206,3 milioane lei